# Anexina

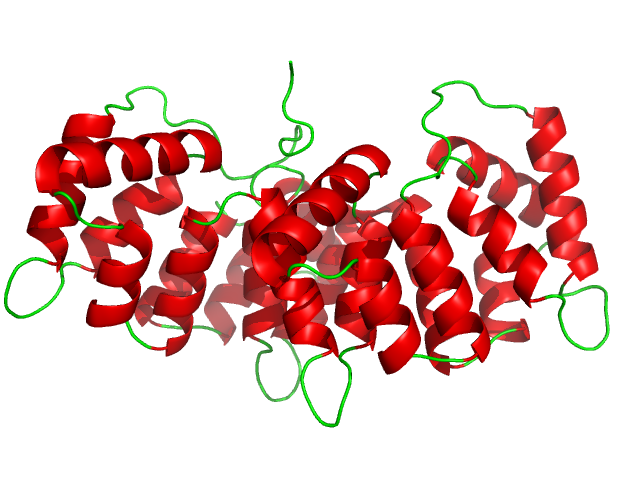
Estrutura da anexina III humana.

Anexina é o nome comum de um grupo de proteínas celulares. As anexinas são uma família de proteínas descritas na década de 1980. Ligam-se a membrana fosfolipídicas e são dependentes de cálcio.
Nos seres humanos, as anixinas estão localizadas dentro da célula. No entanto, algumas anexinas (anexina A1, anexina A2 e anexina A5) também podem ser encontradas fora do ambiente celular, como por exemplo, no sangue.
A designação "lipocortina" também é utilizada para fazer referência à anexina. As lipocortinas suprimem a fosfolipase A2. É através deste mecanismo que os glicocorticóides (ex: cortisol) inibem as inflamações.

## Tipos
- Anexina A5